# Carl Wilhelm Correns
Carl Wilhelm Correns (* 19. Mai 1893 in Tübingen; † 29. August 1980 in Göttingen) war ein deutscher Mineraloge und Geochemiker.

## Leben
C. W. Correns wurde als Sohn des Biologen Carl Correns in Tübingen geboren. Er war der ältere Bruder des Chemikers und Politikers Erich Correns und Enkel des Malers Erich Correns. Er studierte ab 1912 Geologie und Mineralogie an den Universitäten in Tübingen und in Münster. Nach dem Ersten Weltkrieg beendete er sein Studium 1920 mit der Promotion in Berlin. 1921 heiratete er Agnes Ballowitz, eine Enkelin von Hugo Pernice. Aus der Ehe gingen zwei Kinder hervor.
1923 bis 1927 war er bei der Preußischen Geologischen Landesanstalt. 1926/27 nahm er an der Deutschen Atlantikexpedition an Bord des Forschungsschiffes Meteor teil, die Tiefsee-Sedimente im Südatlantik sammelte. Ab 1927 arbeitete er, zunächst als Extraordinarius, ab 1930 als Ordentlicher Professor, am Aufbau eines geologisch-mineralogischen Instituts an der Universität Rostock. Er bearbeitete dort mit neuen Methoden, unter anderem Röntgen-Beugung, die Sedimente der Meteor-Expedition. In Anerkennung dieser Pionierarbeiten berief ihn die Universität Göttingen 1938 auf einen neuen Lehrstuhl für Sedimentpetrographie. In Rostock wurde er durch Hans Nieland ersetzt. 1942 wurde Correns auch Direktor des Mineralogisch-Petrographischen Instituts in Göttingen. Einen Ruf an das Max-Planck-Institut für Silicatforschung in Würzburg 1951 lehnte er ab.
Er gilt als Pionier der Tonmineralogie in Deutschland und unternahm grundlegende Experimente zum Studium der chemischen Vorgänge bei Verwitterungsprozessen.
Nach dem Zweiten Weltkrieg wandte Correns sich verstärkt der Geochemie zu, um die Arbeit seines 1947 verstorbenen, aus Göttingen vertriebenen Freunds und Kollegen Victor Moritz Goldschmidt fortzusetzen, und untersuchte mit seinen Mitarbeitern und Studenten die geochemische Verteilung der Elemente, so zum Beispiel Fluor, Chlor, Schwefel, Kohlenstoff, Stickstoff, Brom, Bor, Titan, Zinn, Blei, und Zirkonium. Er setzte sich auch für das neue Gebiet der Isotopen-Geochemie ein und gründete 1959 in Göttingen das „Zentrallabor für die Geochemie stabiler Isotope“.
Neben vielen wissenschaftlichen Veröffentlichungen verfasste er zwei wichtige Lehrbücher, die Einführung in die Mineralogie (1949, zweite Auflage 1968, auch ins Englische und Französische übersetzt) und zusammen mit T. Barth und P. Eskola die Entstehung der Gesteine (1939). Daneben war er Herausgeber von wissenschaftlichen Zeitschriften: Geochimica et Cosmochimica Acta (die er mitbegründete) und Contributions to Mineralogy and Petrology.

## Ehrungen
Correns erhielt zahlreiche Ehrungen und Anerkennungen. So wurde er im Jahr 1940 zum ordentlichen Mitglied der Akademie der Wissenschaften zu Göttingen und zum Mitglied der Gelehrtenakademie Leopoldina gewählt. 1963 erhielt er die Roebling Medal der Mineralogical Society of America, deren Ehrenmitglied er damit wurde. Correns war Ehrendoktor in Tübingen (1963) und Clausthal (1968) und außerdem seit 1969 Ehrenmitglied der Geological Society of America. 1976 wurde ihm das Große Bundesverdienstkreuz verliehen.
Ein neu entdecktes und 1954 von Friedrich Lippmann (1928–1998) beschriebenes Mineral erhielt ihm zu Ehren den Namen Corrensit.

## Werke
- Carl Wilhelm Correns: Einführung in die Mineralogie (Kristallographie und Petrologie). Springer, Berlin 1949, 2. Auflage 1968 (mit Josef Zemann, Sigmund Koritnig).
- Thomas F. W. Barth, C.W. Correns, Pentti Eskola: Entstehung der Gesteine. Ein Lehrbuch der Petrogenese. Springer, Berlin 1939.